# تشارلز كونراد

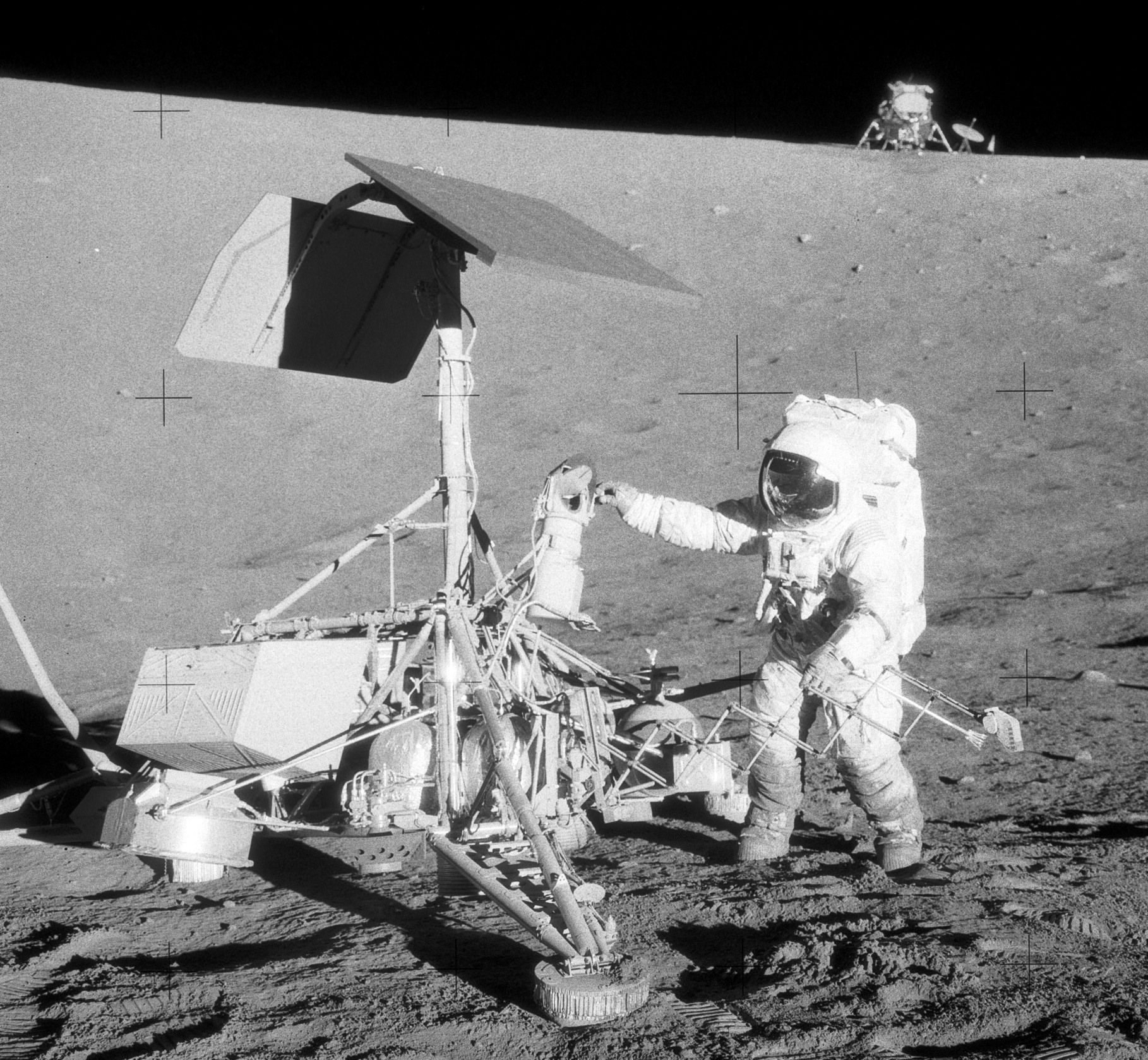
كونراد يفحص المسبار سيرفيور 3 ويبدو خلفه المركبة القمرية. (أبولو 12)

كان تشالز كونراد أو تشالز بت كونراد  (بالإنجليزية: Charles Conrad)‏ أحد رواد الفضاء الأمريكيين الذين هبطوا على القمر خلال رحلات أبولو ، وهو ثالث إنسان يمشي على سطح القمر . ولد 2 يونيو 1930 وتوفي 8 يوليو 1999 إثر حادث مرور . قاد كونراد طاقم أبولو 12 في نوفمبر 1969 . وبدأ نشاطه كرائد للفضاء بالطيران على جيميني 5 و جيميني 11 ، وبعد رحلة أبولو 12 عام 1969 طار في بعثة سكايلاب Skylab 2.

## اقرأ أيضًا
- نيل أرمسترونج
- بز ألدرن
- ميشائيل كولينز
- يوجين سيرنان
- جون يونغ
- أبولو 8
- أبولو 10
- أبولو 11
- لويس فريدمان

## وصلات خارجية
- تشارلز كونراد على موقع IMDb (الإنجليزية)
- تشارلز كونراد على موقع الموسوعة البريطانية (الإنجليزية)
- تشارلز كونراد على موقع مونزينجر (الألمانية)
- تشارلز كونراد على موقع إن إن دي بي (الإنجليزية)
- تشارلز كونراد على موقع قاعدة بيانات الفيلم (الإنجليزية)

- NASA Bio of Pete Conrad
- Pete Conrad - Spirit of Innovation Award
- Conrad Foundation - Designing the Future